# Joe Lombardo
Joseph Michael Lombardo (Sapporo, Japón; 8 de noviembre de 1962) es un militar retirado y político estadounidense, actual gobernador de Nevada desde enero de 2023, previamente se desempeñó como alguacil del condado de Clark y jefe del Departamento de Policía Metropolitana de Las Vegas, la agencia de aplicación de la ley combinada para Las Vegas y Clark, cargo que ocupó desde 2015 a 2023. Es miembro del Partido Republicano.
Lombardo resultó electo en las elecciones para gobernador de Nevada de 2022.

## Biografía

### Primeros años
Lombardo nació en Sapporo, Japón el 8 de noviembre de 1962. Su padre era un veterano de la Fuerza Aérea de los Estados Unidos. Se mudó a Las Vegas en 1976 y se graduó de Rancho High School en 1980.
Lombardo sirvió en el Ejército, la Guardia Nacional y la Reserva del Ejército. Se convirtió en oficial en 1988. Ascendió de rango, convirtiéndose en sargento en 1996 y teniente en 2001. En octubre de 2011, Lombardo se convirtió en ayudante del alguacil a cargo del grupo de servicios policiales, que incluía las divisiones del departamento a cargo de servicios técnicos, tecnología de la información, sistemas de radio y normas profesionales.
Lombardo tiene una licenciatura en ingeniería civil y una maestría en gestión de crisis, ambas de la Universidad de Nevada, Las Vegas.

## Vida personal
Lombardo es católico.